# 費爾斯曼島
費爾斯曼島是俄羅斯的島嶼，屬於法蘭士約瑟夫地群島的一部分，由阿爾漢格爾斯克州負責管轄，位於海斯島以北800米，長1.7公里、寬0.8公里，最高點海拔高度46米。